# 兵籍
兵籍（へいせき）は、軍人としての身分である。軍籍ともいう。
軍籍を持つ者に識別のために付与される認識番号を、軍籍番号、軍番などといい、通常はこれが身分証や認識札（ドッグタグ）に印字される。
以下、大日本帝国の兵籍について述べる。
兵籍に関する事項が登記された帳簿を「兵籍簿」という。

## 概要
陸軍の現役兵（帰休兵は除く）は所属部隊の兵籍に編入され、在郷兵員は本籍所在の聯隊区の兵籍に編入され、当該聯隊区司令官の管轄に属させられる。
海軍の兵員は本籍地を管轄する鎮守府の兵籍に編入される。
ただし現役兵については海軍大臣は必要に応じて兵籍の所在を変更することができる。
陸軍現役武官は所属部隊の兵籍に編入され、待命、休職または停職の将校および准士官ならびに予備役、後備役の武官は本籍所在の師営の兵籍に編入される。
海軍武官は士官の兵籍は海軍省に、特務士官および下士官の兵籍は下士官に任用したときの在籍鎮守府に、帰休中の下士官および現役を退いた下士官の兵籍は本籍地の海軍志願兵徴募区を管轄する鎮守府に、置かれる。
海軍予備役の兵籍は海軍省に置かれ、人事は海軍省人事局において取り扱われる。